# Chitapur
Chitapur é uma panchayat (vila) no distrito de Gulbarga, no estado indiano de Karnataka.

## Geografia
Chitapur está localizada a 17° 07′ N, 77° 05′ L. Tem uma altitude média de 403 metros (1322 pés).

## Demografia
Segundo o censo de 2001, Chitapur tinha uma população de 26 974 habitantes. Os indivíduos do sexo masculino constituem 50% da população e os do sexo feminino 50%. Chitapur tem uma taxa de literacia de 46%, inferior à média nacional de 59,5%; a literacia no sexo masculino é de 54% e no sexo feminino é de 38%. 16% da população está abaixo dos 6 anos de idade.